# Qualifications au championnat d'Europe féminin de basket-ball 2027
Navigation
Qualifications 2025 Qualifications 2029
Les qualifications au Championnat d'Europe féminin de basket-ball 2027 se dérouleront de novembre 2025 à février 2027 pour désigner les 12 équipes qui rejoindront la Belgique, la Finlande, la Suède et la Lituanie, co-organisatrices de l’Euro.
Less qualifications réuniront 38 équipes sur l’ensemble des deux tours. Les quatre co-organisateurs sont placés dans le même groupe.

## Format
27 équipes participeront au premier tour de qualification et seront réparties en six groupes de quatre et un groupe de trois. Les deux premiers de chaque groupe et les trois meilleurs troisièmes se qualifieront pour le deuxième tour.
Au deuxième tour, elles seront rejointes par les équipes participant aux tournois de qualification de la Coupe du monde 2026. Les équipes seront réparties en six groupes de quatre équipes, les deux meilleures se qualifiant pour le tournoi final.

## Premier tour
Les matches se joueront du 9 au 19 novembre 2025 et du 8 au 18 mars 2026, avec trois rencontres par fenêtre.

### Tirage au sort
Le tirage au sort a eu lieu le 23 juillet 2025,.

### Composition des chapeaux
La composition des chapeaux a été annoncée le 17 juillet 2025.
| Équipe             | Rang |
| ------------------ | ---- |
| Serbie             | 8    |
| Grande-Bretagne    | 20   |
| Slovénie           | 22   |
| Monténégro         | 19   |
| Grèce              | 21   |
| Bosnie-Herzégovine | 23   |
| Slovaquie          | 28   |

| Équipe   | Rang |
| -------- | ---- |
| Lettonie | 29   |
| Portugal | 40   |
| Croatie  | 33   |
| Ukraine  | 35   |
| Pologne  | 43   |
| Suisse   | 49   |
| Israël   | 47   |

| Équipe     | Rang |
| ---------- | ---- |
| Luxembourg | 50   |
| Pays-Bas   | 51   |
| Danemark   | 55   |
| Bulgarie   | 58   |
| Roumanie   | 60   |
| Islande    | 62   |
| Norvège    | 67   |

| Équipe            | Rang |
| ----------------- | ---- |
| Estonie           | 69   |
| Macédoine du Nord | 74   |
| Chypre            | 78   |
| Autriche          | 80   |
| Irlande           | 81   |
| Azerbaïdjan       | 103  |

### Groupes
- Qualifiés pour le deuxième tour
- Qualifiés pour le classement des troisièmes de groupe

#### Groupe A
| Rang | Équipe             | Pts | J | G | P | Pp | Pc | Diff |  | Résultats (dom.\ext.) |   |   |   |   |
| ---- | ------------------ | --- | - | - | - | -- | -- | ---- |  | --------------------- | - | - | - | - |
| 1    | Bosnie-Herzégovine | 0   | 0 | 0 | 0 | 0  | 0  |      |  | Bosnie-Herzégovine    |   | - | - | - |
| 2    | Israël             | 0   | 0 | 0 | 0 | 0  | 0  |      |  | Israël                | - |   | - | - |
| 3    | Luxembourg         | 0   | 0 | 0 | 0 | 0  | 0  |      |  | Luxembourg            | - | - |   | - |
| 4    | Irlande            | 0   | 0 | 0 | 0 | 0  | 0  |      |  | Irlande               | - | - | - |   |

#### Groupe B
| Rang | Équipe   | Pts | J | G | P | Pp | Pc | Diff |  | Résultats (dom.\ext.) |   |   |   |   |
| ---- | -------- | --- | - | - | - | -- | -- | ---- |  | --------------------- | - | - | - | - |
| 1    | Slovénie | 0   | 0 | 0 | 0 | 0  | 0  |      |  | Slovénie              |   | - | - | - |
| 2    | Lettonie | 0   | 0 | 0 | 0 | 0  | 0  |      |  | Lettonie              | - |   | - | - |
| 3    | Pays-Bas | 0   | 0 | 0 | 0 | 0  | 0  |      |  | Pays-Bas              | - | - |   | - |
| 4    | Estonie  | 0   | 0 | 0 | 0 | 0  | 0  |      |  | Estonie               | - | - | - |   |

#### Groupe C
| Rang | Équipe    | Pts | J | G | P | Pp | Pc | Diff |  | Résultats (dom.\ext.) |   |   |   |   |
| ---- | --------- | --- | - | - | - | -- | -- | ---- |  | --------------------- | - | - | - | - |
| 1    | Slovaquie | 0   | 0 | 0 | 0 | 0  | 0  |      |  | Slovaquie             |   | - | - | - |
| 2    | Pologne   | 0   | 0 | 0 | 0 | 0  | 0  |      |  | Pologne               | - |   | - | - |
| 3    | Roumanie  | 0   | 0 | 0 | 0 | 0  | 0  |      |  | Roumanie              | - | - |   | - |
| 4    | Chypre    | 0   | 0 | 0 | 0 | 0  | 0  |      |  | Chypre                | - | - | - |   |

#### Groupe D
| Rang | Équipe          | Pts | J | G | P | Pp | Pc | Diff |  | Résultats (dom.\ext.) |   |   |   |   |
| ---- | --------------- | --- | - | - | - | -- | -- | ---- |  | --------------------- | - | - | - | - |
| 1    | Grande-Bretagne | 0   | 0 | 0 | 0 | 0  | 0  |      |  | Grande-Bretagne       |   | - | - | - |
| 2    | Suisse          | 0   | 0 | 0 | 0 | 0  | 0  |      |  | Suisse                | - |   | - | - |
| 3    | Norvège         | 0   | 0 | 0 | 0 | 0  | 0  |      |  | Norvège               | - | - |   | - |
| 4    | Autriche        | 0   | 0 | 0 | 0 | 0  | 0  |      |  | Autriche              | - | - | - |   |

#### Groupe E
| Rang | Équipe      | Pts | J | G | P | Pp | Pc | Diff |  | Résultats (dom.\ext.) |   |   |   |   |
| ---- | ----------- | --- | - | - | - | -- | -- | ---- |  | --------------------- | - | - | - | - |
| 1    | Monténégro  | 0   | 0 | 0 | 0 | 0  | 0  |      |  | Monténégro            |   | - | - | - |
| 2    | Ukraine     | 0   | 0 | 0 | 0 | 0  | 0  |      |  | Ukraine               | - |   | - | - |
| 3    | Bulgarie    | 0   | 0 | 0 | 0 | 0  | 0  |      |  | Bulgarie              | - | - |   | - |
| 4    | Azerbaïdjan | 0   | 0 | 0 | 0 | 0  | 0  |      |  | Azerbaïdjan           | - | - | - |   |

#### Groupe F
| Rang | Équipe            | Pts | J | G | P | Pp | Pc | Diff |  | Résultats (dom.\ext.) |   |   |   |   |
| ---- | ----------------- | --- | - | - | - | -- | -- | ---- |  | --------------------- | - | - | - | - |
| 1    | Grèce             | 0   | 0 | 0 | 0 | 0  | 0  |      |  | Grèce                 |   | - | - | - |
| 2    | Croatie           | 0   | 0 | 0 | 0 | 0  | 0  |      |  | Croatie               | - |   | - | - |
| 3    | Danemark          | 0   | 0 | 0 | 0 | 0  | 0  |      |  | Danemark              | - | - |   | - |
| 4    | Macédoine du Nord | 0   | 0 | 0 | 0 | 0  | 0  |      |  | Macédoine du Nord     | - | - | - |   |

#### Groupe G
| Rang | Équipe   | Pts | J | G | P | Pp | Pc | Diff |  | Résultats (dom.\ext.) |   |   |   |
| ---- | -------- | --- | - | - | - | -- | -- | ---- |  | --------------------- | - | - | - |
| 1    | Serbie   | 0   | 0 | 0 | 0 | 0  | 0  |      |  | Serbie                |   | - | - |
| 2    | Portugal | 0   | 0 | 0 | 0 | 0  | 0  |      |  | Portugal              | - |   | - |
| 3    | Islande  | 0   | 0 | 0 | 0 | 0  | 0  |      |  | Islande               | - | - |   |

#### Groupe H
Les quatre pays hôtes, déjà qualifiés pour l’EuroBasket 2027, sont placés dans un même groupe et leurs résultats ne sont pas pris en compte dans le processus de qualification. Les matches se dérouleront en novembre 2025, novembre 2026 et février 2027, à raison de deux matches par fenêtre.
| Rang | Équipe   | Pts | J | G | P | Pp | Pc | Diff |  | Résultats (dom.\ext.) |   |   |   |   |
| ---- | -------- | --- | - | - | - | -- | -- | ---- |  | --------------------- | - | - | - | - |
| 1    | Belgique | 0   | 0 | 0 | 0 | 0  | 0  |      |  | Belgique              |   | - | - | - |
| 2    | Suède    | 0   | 0 | 0 | 0 | 0  | 0  |      |  | Suède                 | - |   | - | - |
| 3    | Lituanie | 0   | 0 | 0 | 0 | 0  | 0  |      |  | Lituanie              | - | - |   | - |
| 4    | Finlande | 0   | 0 | 0 | 0 | 0  | 0  |      |  | Finlande              | - | - | - |   |

### Classement des troisièmes de groupe
Les matches contre le quatrième des groupes A à F ne sont pas pris en compte dans ce classement.
| Rang | Équipe | Pts | J | G | P | Pp | Pc | Diff |
| ---- | ------ | --- | - | - | - | -- | -- | ---- |
| 1    |        | 0   | 0 | 0 | 0 | 0  | 0  |      |
| 2    |        | 0   | 0 | 0 | 0 | 0  | 0  |      |
| 3    |        | 0   | 0 | 0 | 0 | 0  | 0  |      |
| 4    |        | 0   | 0 | 0 | 0 | 0  | 0  |      |
| 5    |        | 0   | 0 | 0 | 0 | 0  | 0  |      |
| 6    |        | 0   | 0 | 0 | 0 | 0  | 0  |      |
| 7    |        | 0   | 0 | 0 | 0 | 0  | 0  |      |

## Deuxième tour
Les matches se joueront du 8 au 18 novembre 2026 et du 7 au 17 février 2027, avec trois rencontres par fenêtre.

### Équipes
| Méthode de qualification                                 | Équipes                                                  |
| -------------------------------------------------------- | -------------------------------------------------------- |
| Qualifiées à l’issue du premier tour                     | À venir                                                  |
| Participant aux qualifications de la Coupe du monde 2026 | Allemagne Espagne France Hongrie Italie Tchéquie Turquie |

### Groupes
- Qualifiés pour l’EuroBasket 2027

#### Groupe I
| Rang | Équipe | Pts | J | G | P | Pp | Pc | Diff |  | Résultats (dom.\ext.) |   |   |   |   |
| ---- | ------ | --- | - | - | - | -- | -- | ---- |  | --------------------- | - | - | - | - |
| 1    |        | 0   | 0 | 0 | 0 | 0  | 0  |      |  |                       |   | - | - | - |
| 2    |        | 0   | 0 | 0 | 0 | 0  | 0  |      |  |                       | - |   | - | - |
| 3    |        | 0   | 0 | 0 | 0 | 0  | 0  |      |  |                       | - | - |   | - |
| 4    |        | 0   | 0 | 0 | 0 | 0  | 0  |      |  |                       | - | - | - |   |

#### Groupe J
| Rang | Équipe | Pts | J | G | P | Pp | Pc | Diff |  | Résultats (dom.\ext.) |   |   |   |   |
| ---- | ------ | --- | - | - | - | -- | -- | ---- |  | --------------------- | - | - | - | - |
| 1    |        | 0   | 0 | 0 | 0 | 0  | 0  |      |  |                       |   | - | - | - |
| 2    |        | 0   | 0 | 0 | 0 | 0  | 0  |      |  |                       | - |   | - | - |
| 3    |        | 0   | 0 | 0 | 0 | 0  | 0  |      |  |                       | - | - |   | - |
| 4    |        | 0   | 0 | 0 | 0 | 0  | 0  |      |  |                       | - | - | - |   |

#### Groupe K
| Rang | Équipe | Pts | J | G | P | Pp | Pc | Diff |  | Résultats (dom.\ext.) |   |   |   |   |
| ---- | ------ | --- | - | - | - | -- | -- | ---- |  | --------------------- | - | - | - | - |
| 1    |        | 0   | 0 | 0 | 0 | 0  | 0  |      |  |                       |   | - | - | - |
| 2    |        | 0   | 0 | 0 | 0 | 0  | 0  |      |  |                       | - |   | - | - |
| 3    |        | 0   | 0 | 0 | 0 | 0  | 0  |      |  |                       | - | - |   | - |
| 4    |        | 0   | 0 | 0 | 0 | 0  | 0  |      |  |                       | - | - | - |   |

#### Groupe L
| Rang | Équipe | Pts | J | G | P | Pp | Pc | Diff |  | Résultats (dom.\ext.) |   |   |   |   |
| ---- | ------ | --- | - | - | - | -- | -- | ---- |  | --------------------- | - | - | - | - |
| 1    |        | 0   | 0 | 0 | 0 | 0  | 0  |      |  |                       |   | - | - | - |
| 2    |        | 0   | 0 | 0 | 0 | 0  | 0  |      |  |                       | - |   | - | - |
| 3    |        | 0   | 0 | 0 | 0 | 0  | 0  |      |  |                       | - | - |   | - |
| 4    |        | 0   | 0 | 0 | 0 | 0  | 0  |      |  |                       | - | - | - |   |

#### Groupe M
| Rang | Équipe | Pts | J | G | P | Pp | Pc | Diff |  | Résultats (dom.\ext.) |   |   |   |   |
| ---- | ------ | --- | - | - | - | -- | -- | ---- |  | --------------------- | - | - | - | - |
| 1    |        | 0   | 0 | 0 | 0 | 0  | 0  |      |  |                       |   | - | - | - |
| 2    |        | 0   | 0 | 0 | 0 | 0  | 0  |      |  |                       | - |   | - | - |
| 3    |        | 0   | 0 | 0 | 0 | 0  | 0  |      |  |                       | - | - |   | - |
| 4    |        | 0   | 0 | 0 | 0 | 0  | 0  |      |  |                       | - | - | - |   |

#### Groupe N
| Rang | Équipe | Pts | J | G | P | Pp | Pc | Diff |  | Résultats (dom.\ext.) |   |   |   |   |
| ---- | ------ | --- | - | - | - | -- | -- | ---- |  | --------------------- | - | - | - | - |
| 1    |        | 0   | 0 | 0 | 0 | 0  | 0  |      |  |                       |   | - | - | - |
| 2    |        | 0   | 0 | 0 | 0 | 0  | 0  |      |  |                       | - |   | - | - |
| 3    |        | 0   | 0 | 0 | 0 | 0  | 0  |      |  |                       | - | - |   | - |
| 4    |        | 0   | 0 | 0 | 0 | 0  | 0  |      |  |                       | - | - | - |   |

## Nations qualifiées
| Nation   | Qualification     | Qualification    | Apparitions | Apparitions | Apparitions | Apparitions | Meilleure performance   | Classement FIBA |
| Nation   | En tant que       | Date             | Nombre      | 1re         | Dern.       | Conséc.     | Meilleure performance   | Classement FIBA |
| -------- | ----------------- | ---------------- | ----------- | ----------- | ----------- | ----------- | ----------------------- | --------------- |
| Finlande | Pays organisateur | 24 novembre 2023 | 6e          | 1995        | 1987        | 16          | 11e place (1952, 1956)  | 61e             |
| Lituanie | Pays organisateur | 24 novembre 2023 | 13e         | 1938        | 2025        | 2           | Championne (1997)       | 45e             |
| Belgique | Pays organisateur | 28 novembre 2024 | 16e         | 1950        | 2025        | 6           | Championne (2023, 2025) | 6e              |
| Suède    | Pays organisateur | 28 novembre 2024 | 10e         | 1978        | 2025        | 2           | 6e place (2019)         | 25e             |